# Merhavim

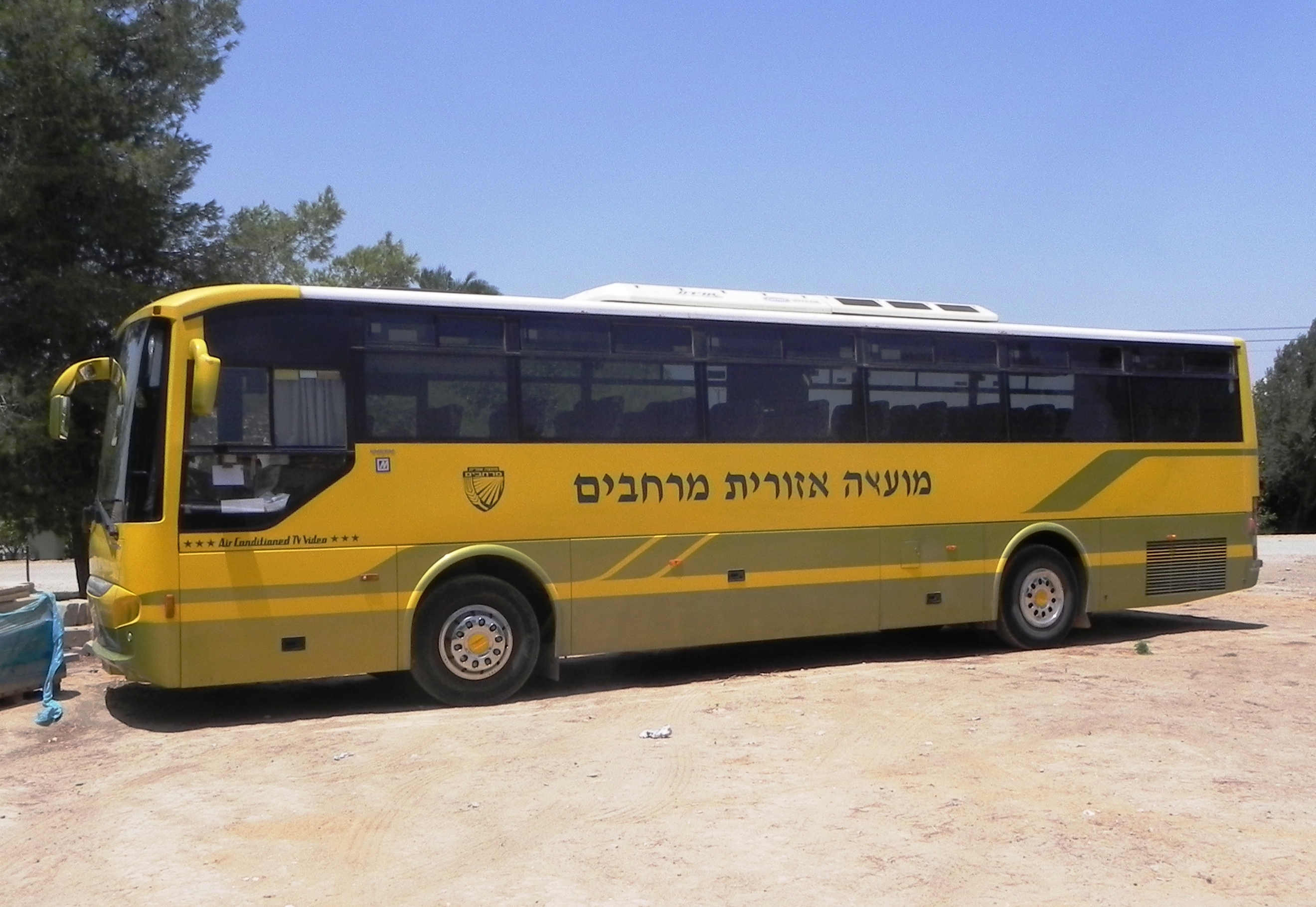
un bus scolaire de la région de Merhavim

Le Merhavim est un conseil régional situé dans le district sud, au nord d'Ofaqim, en Israël. Le mot hébreu Merhavim (מרחבים) signifie espaces.
Il regroupe les localités suivantes :
- 14 moshavim : Bitha (en), Eshbol (en), Gilat (en), Klahim (en), Masloul (en), Nir Akiva (en), Nir Moshe (en), Pa'amei Tashaz (en), Patish (en), Peduim (en), Ranen (en), Sde Tzvi (en), Talmei Bilou (en), Tifrah (en)
- 1 implantation communautaire : Mabou'im (en)
- 1 village d'enfants : Eshel HaNasi (en)
- 1 institution pour enfants autistes : Aleh Negev (en)